# Nowhere Man
"Nowhere Man" là ca khúc của ban nhạc The Beatles, nằm trong album Rubber Soul được phát hành tại Anh năm 1965. Ca khúc được sáng tác bởi John Lennon, và được ghi cho Lennon-McCartney.
Được thu âm trong hai ngày 21 và 22 tháng 10 năm 1965, "Nowhere Man" là một trong những ca khúc đầu tiên của The Beatles không đề cập tới tình yêu nam nữ, đánh dấu bước chuyển biến rõ rệt trong tâm tư và quan điểm sáng tác của cá nhân Lennon. Ca khúc sau đó được phát hành dưới dạng đĩa đơn (không được phát hành tại Anh) vào ngày 21 tháng 2 năm 1966, đạt vị trí quán quân tại Úc và Canada và số 3 tại Billboard Hot 100 ở Mỹ. Cũng giống như những trường hợp khác (như "Eight Days a Week" và "I Don't Want to Spoil the Party" nằm trong album Beatles for Sale nhưng không có mặt trong Beatles '65), "Nowhere Man" và "What Goes On" không nằm trong ấn bản Rubber Soul ở Mỹ mà được phát hành nhỏ lẻ dưới dạng đĩa đơn trước khi được cho vào một album tái bản (Yesterday and Today).
Lennon, McCartney và Harrison cùng nhau hoà ca trong cả ba phần của ca khúc. Ca khúc sau này còn xuất hiện trong bộ phim Yellow Submarine khi The Beatles hát về nhân vật Jeremy Hillary Boob sau khi gặp gỡ anh ta tại "nowhere land" ("vùng đất không nơi đâu"). John và George đều chơi cây Fender Stratocasters đặc trưng của mình: John chơi các đoạn vào của ca khúc, còn George chơi đoạn solo.

## Thành phần tham gia sản xuất
- John Lennon – hát chính, hát đè, guitar acoustic nền, guitar lead.
- Paul McCartney – bass, hát nền.
- George Harrison – guitar lead, hát bè.
- Ringo Starr – trống.

Theo Ian MacDonald